# Кожзавода
Кожзаво́да (рос. Кожзавода, башк. Күнзавод) — присілок (колишнє селище) у складі Баймацького району Башкортостану, Росія. Входить до складу Тем'ясовської сільської ради.
Населення — 148 осіб (2010; 152 в 2002).
Національний склад:
- башкири — 86%